# Exilisia parvula
Exilisia parvula là một loài bướm đêm thuộc phân họ Arctiinae, họ Erebidae.